# Rue Andrée-Putman
La rue Andrée-Putman est une voie publique du 17e arrondissement de Paris, en France. La rue est ouverte en décembre 2017.

## Situation et accès
Nouvelle voie de la ZAC Porte Pouchet, la rue Andrée-Putman permet de relier la rue Pierre-Rebière au boulevard du Bois-le-Prêtre puis, via la rue Hélène-et-François-Missoffe, à Saint-Ouen (Seine-Saint-Denis). Elle se détache de la rue Pierre-Rebière au no 10 pour rejoindre le boulevard du Bois-le-Prêtre. 
Elle longe la tour Bois-le-Prêtre et est prolongée par la rue Hélène-et-François-Missoffe, vers le jardin Hans-et-Sophie-Scholl.
La rue est desservie par la ligne 3b du tramway d'Île-de-France.

## Origine du nom

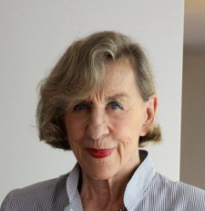
Andrée Putman.

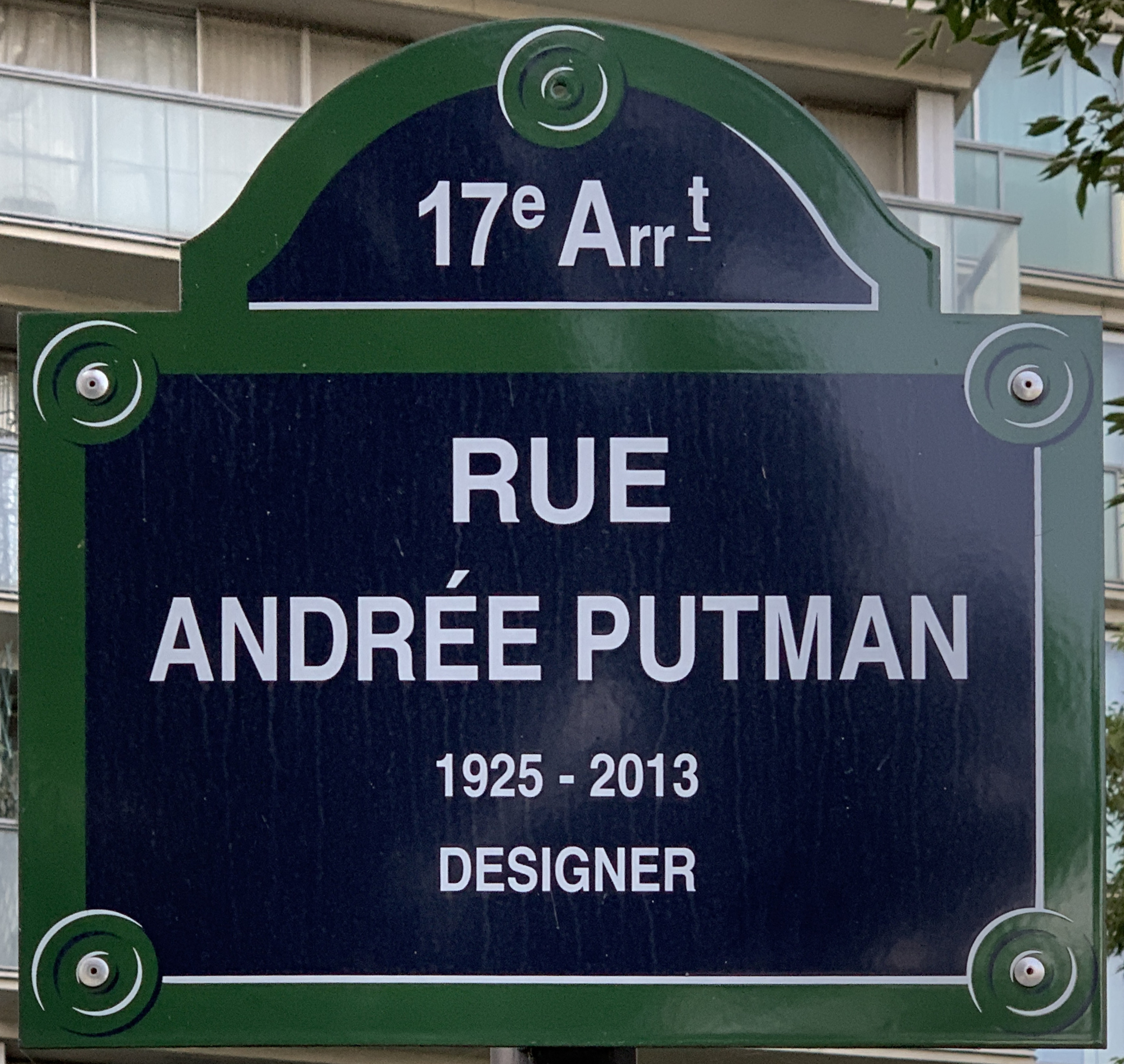
Plaque de la rue.

Son nom a été attribué en mémoire de la designer Andrée Putman (1927-2013) par vote à l'unanimité du Conseil du 17e arrondissement et du Conseil de Paris en hommage à cette personnalité dont l'Hôtel de Ville avait quelques années auparavant exposé ses œuvres.

## Historique
Cette voie est ouverte depuis décembre 2017 à la place d'une crèche détruite en janvier 2016 sous le nom provisoire de voie BX/17.
Elle prend sa dénomination actuelle par délibération du Conseil de Paris en date des 11, 12, 13 et 14 juin 2019.